# Cauciuc sintetic

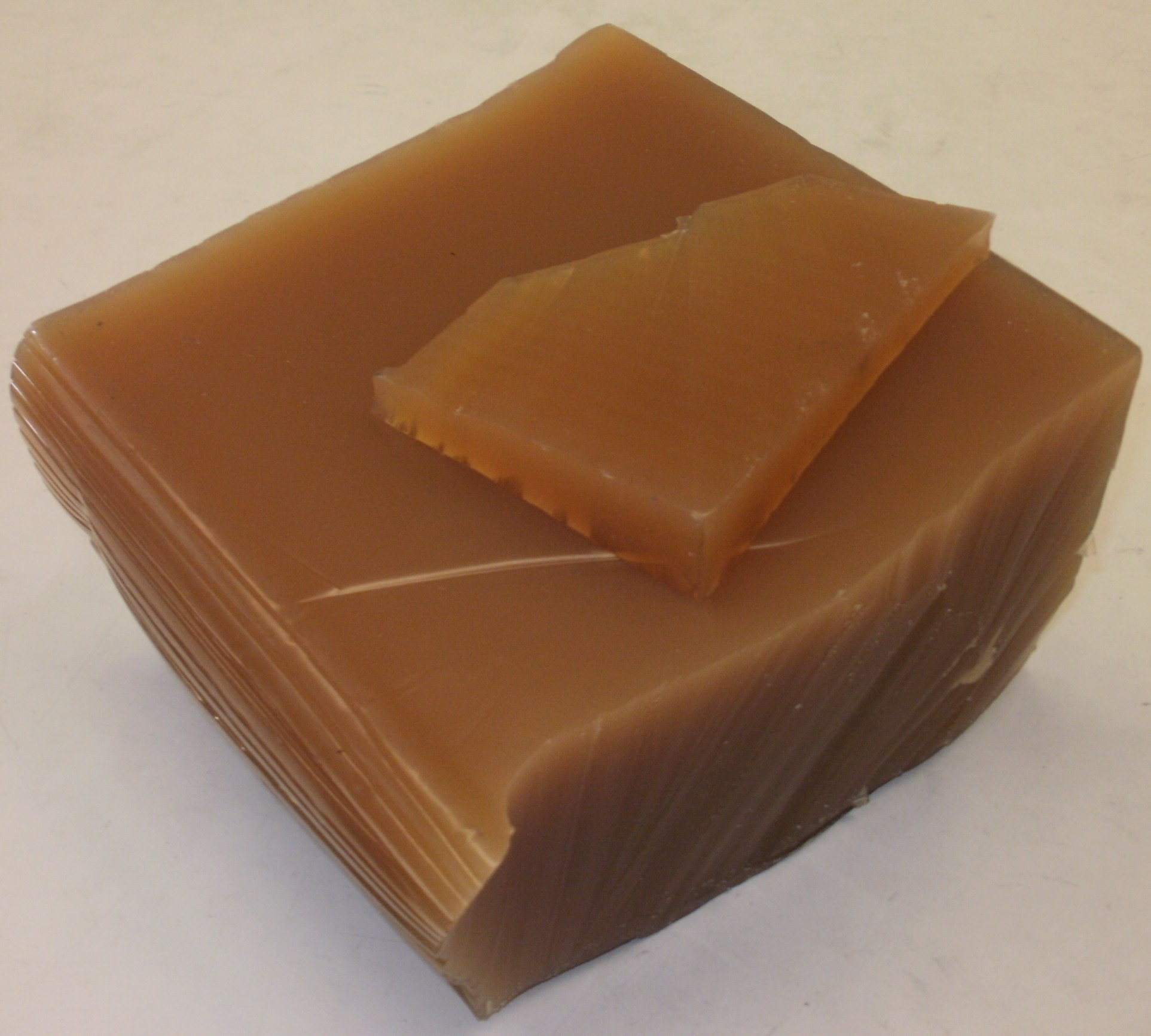
Fluoropolimer

Un cauciuc sintetic este un produs elastomer de origine artificială. Cauciucurile sintetice sunt polimeri sintetizați chimic din subproduse petroliere. Prezintă o gamă largă de proprietăți fizice și chimice care pot îmbunătăți fiabilitatea unui anumit produs sau a unei anumite aplicații. Cauciucurile sintetice sunt superioare cauciucurilor naturale în două aspecte majore: stabilitatea termică și rezistența la uleiuri și compuși analogi. Sunt mai rezistente la agenții oxidanți, cum ar fi oxigenul și ozonul, care pot reduce durata de viață a produselor, cum ar fi anvelopele.

## Tipuri
Cel mai frecvent utilizat cauciuc sintetic este cauciucul butadien-stirenic (Buna S), obținut prin copolimerizarea stirenului cu 1,3-butadiena. Alte exemple includ:
- poliizopren, obținut prin polimerizarea izoprenului
- neopren (policloropren), obținut prin polimerizarea 2-clorobutadienei
- butadien-acrilonitril (Buna N), obținut prin polimerizarea cianobutadienă sau 2-propennitril și butadienă

Multe variante ale acestora pot fi preparate cu amestecuri de monomeri și cu diferiți catalizatori care permit controlul stereochimiei (este importantă izomeria cis-trans).
Polimerii și copolimerii butadienei au fost produși sub numele Buna (întreaga producție), Ameripol sau Hycar⁠(en)[traduceți], Chemigum, S.K.A. și S.K.B. și divinilice rusești, și Ker).

Butadien-stiren
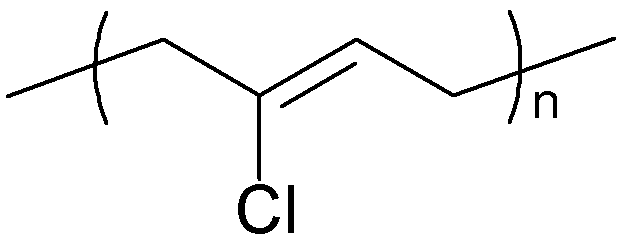
Neopren
Butadien-acrilonitril